# Adam van Düren
Adam van Düren (auch von Düren; * vor 1487; † nach 1532) war ein deutscher Steinmetz und Baumeister, der in Schweden und Dänemark tätig war.

## Leben

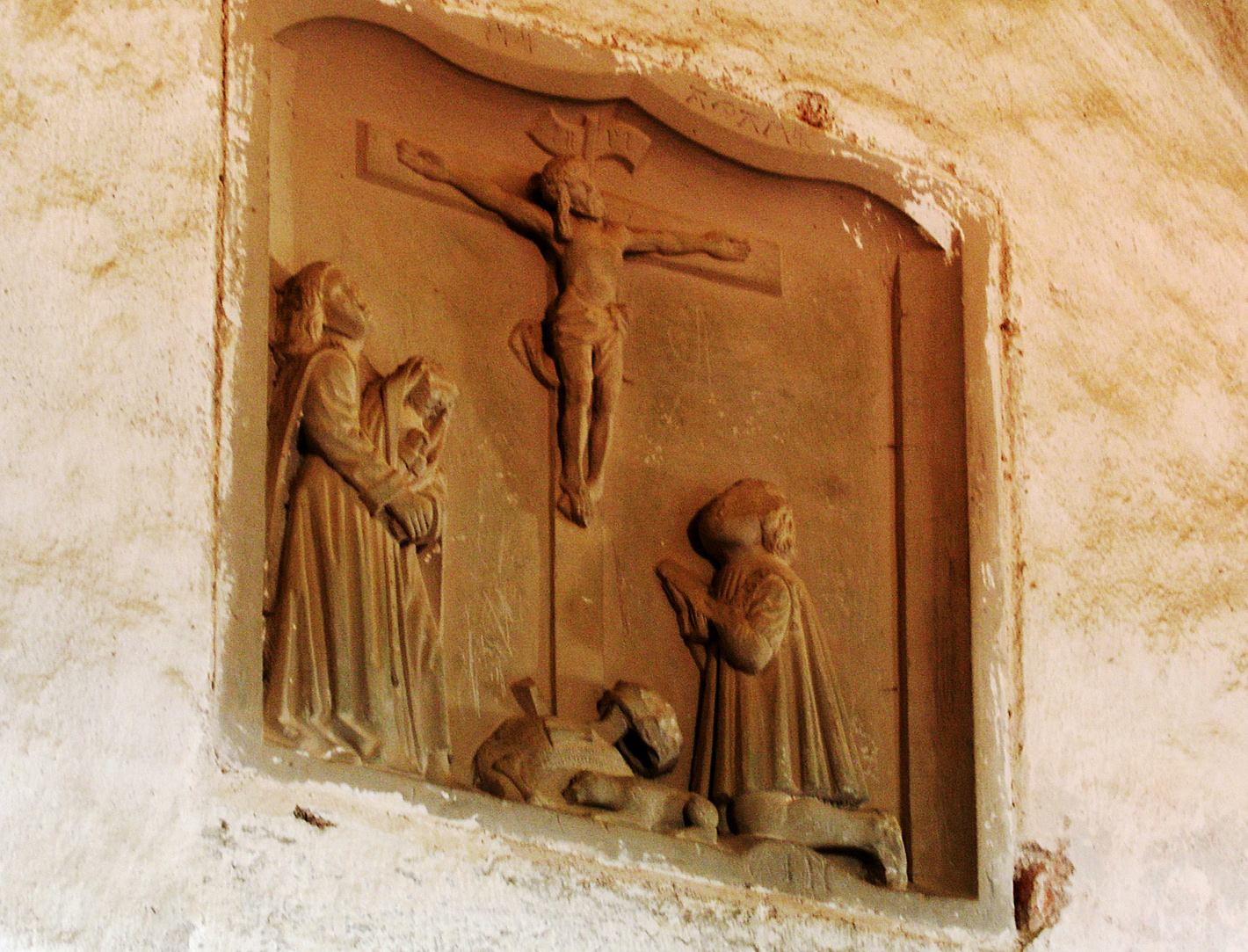
Relieftafel (1505) in der Burg-Kapelle der Glimmingehus, van Dürens Signatur „Adam“ und sein Steinmetzzeichen rechts oben

Adam van Düren wurde in den 1460er Jahren geboren. Er stammte vermutlich aus Düren bei Köln, nach älteren Angaben aus Westfalen. Er wirkte von 1487 bis 1532 in Schweden und Dänemark. Erstmals ist seine Mitarbeit bei der Vollendung des Chors vom Dom zu Linköping nachgewiesen, wo er sein Steinmetzzeichen, zwei gekreuzte Sensen, spätestens 1498 an elf Stellen anbrachte. Von der schwedischen Stadt Linköping reiste Düren wohl nach Dänemark, wo ihm im Kapitelsaal des Karmelitenklosters bei Helsingør Arma-Christi-Darstellungen auf einigen Schlusssteinen im Netzgewölbe zugeschrieben werden, da sie anderen seiner Arbeiten in Linköping und später Lund ähneln. Anschließend ging Düren vermutlich nach Kopenhagen, wo ihm ein monumentales realistisches Steinrelief von König Hans (1503) zugeschrieben wird. Dieses diente als Beischlagstein vor der Freitreppe zum Reitersaal im Schloss Kopenhagen und befindet sich heute im Dänischen Nationalmuseum.
Ebenfalls um die Jahrhundertwende wirkte Adam van Düren im Auftrag von Jens Holgersen Ulfstand am Bau der Burg Glimmingehus in der schwedischen Landschaft Schonen mit. Hier finden sich an verschiedenen Reliefs sein Steinmetzzeichen und seine Signatur. Auch stammen dekorative Türumfassungen aus Stein und figurale Skulpturen von ihm. Es ist umstritten, ob er von 1499 bis 1505 als Architekt und Bauleiter des gesamten Gebäudes tätig war oder nur als Stein- und Bildhauer. Gegen ersteres spricht, dass die Burg in mehreren Etappen erbaut wurde, wie archäologische Untersuchungen in den 1990er Jahren ergaben. Während van Dürens Werke erst nach Fertigstellung des Rohbaus geliefert wurden, hielt sich der zunächst amtierende Baumeister vermutlich nicht mehr dort auf, wie aus wechselnden dekorativen Details geschlossen wird. Möglicherweise wurde van Düren erst zum Schluss der Bauarbeiten der Burg Glimmingehus hinzugezogen.
Zu Adam van Dürens bedeutendsten Arbeiten gehören jene im Dom zu Lund, an dessen Restauration und Verstärkung mit Strebepfeilern und -gewölben er beteiligt war. Zunächst half er vermutlich bei der Entwässerung der überschwemmten Krypta und dem Umbau ihres zentralen Gewölbes zu einem Kuppelgewölbe. Danach wird ihm die Gestaltung des 1512 fertiggestellten Grabmals von Erzbischof Birger Gunnersen, der sieben Jahre später starb, zugesprochen. Es handelt sich um ein Hochrelief im frühen Renaissance-Stil, das die Figur des Bischofs auf einer Tumba liegend zeigt. Mit seinem vollständigen Namen signierte Adam van Düren ein auf 1513/14 datiertes Brunnenbecken aus Sandstein in der Krypta. Auf drei Seiten des Beckens befinden sich Reliefs (König, Mönch/Narr sowie Laus/Lamm), die mit plattdeutschen Inschriften versehen sind. Diese variieren zeitgenössische Denksprüche und beschreiben auf satirische Weise Missstände der spätmittelalterlichen Gesellschaft.
Nachdem der Umbau des Doms zu Lund um 1518 zunächst abgeschlossen war, hielt sich van Düren wahrscheinlich vorübergehend in Stockholm auf. Ihm wird eine Relief-Skulptur in der Sankt Nikolai kyrka aus dem Jahr 1521 zugeschrieben, da sie Ähnlichkeit mit einer seiner Arbeiten in Lund aufweist. Auch soll er an der Verstärkung von Pfeilern der Kirche beteiligt gewesen sein.
Van Düren hatte vermutlich eine Familie, die jedoch während seines Aufenthalts in Stockholm verstarb. Ein Kreuz für eine Brigitte Adams und ihre Kinder, die am 13. Dezember 1520 in Lund gestorben waren, befand sich noch bis Mitte des 18. Jahrhunderts auf dem Krafts Kirkhof am Dom zu Lund.
Vor 1523 kehrte van Düren wohl nach Lund zurück und nahm an Reparaturarbeiten am nördlichen Teil des Dom-Querschiffs teil. Er baute 1524 das Gewölbe des Querschiffs um, teilte es in Achtel ein und gestaltete es mit den für ihn charakteristischen Arma-Christi-Schilden. Im Gewölbe sind Konsolen, Schluss- und Kragsteine erhalten geblieben, dekoriert mit Menschenköpfen, von denen zwei als die von Adam van Düren und seiner Frau interpretiert werden. Zuletzt ist van Dürens Wirken am Dom für das Jahr 1527 nachgewiesen, auf das er ein Werk auf der Basis einer Säule im Nordturm datierte. Es zeigt auf einer Seite die Figur eines unter seiner Last stürzenden Esels. Darüber befindet sich eine dänische Inschrift. Die andere Seite der Säulenbasis zeigt einen Mann, der das Fell eines Esels verarbeitet, betitelt mit „Got help“ in Runenschrift. Es wird daher davon ausgegangen, dass van Düren beide Schriften beherrschte.
Zuletzt ist Düren 1532 archivalisch belegt, als ihm ein Pass für eine Reise nach Deutschland und zurück ausgestellt wurde. Ob er damit Skandinavien endgültig verließ oder im Anschluss an die Reise nach Dänemark zurückkehrte, ist ungeklärt. Für letzteres sprechen einige Werke aus dieser Zeit im damals dänischen Malmö, die ihm zugesprochen werden, wie eine Relieftafel am Portal zum Rosenvingehous sowie Skulpturen auf Malmöhus. Er verstarb Ende der 1530er Jahre.

## Werk

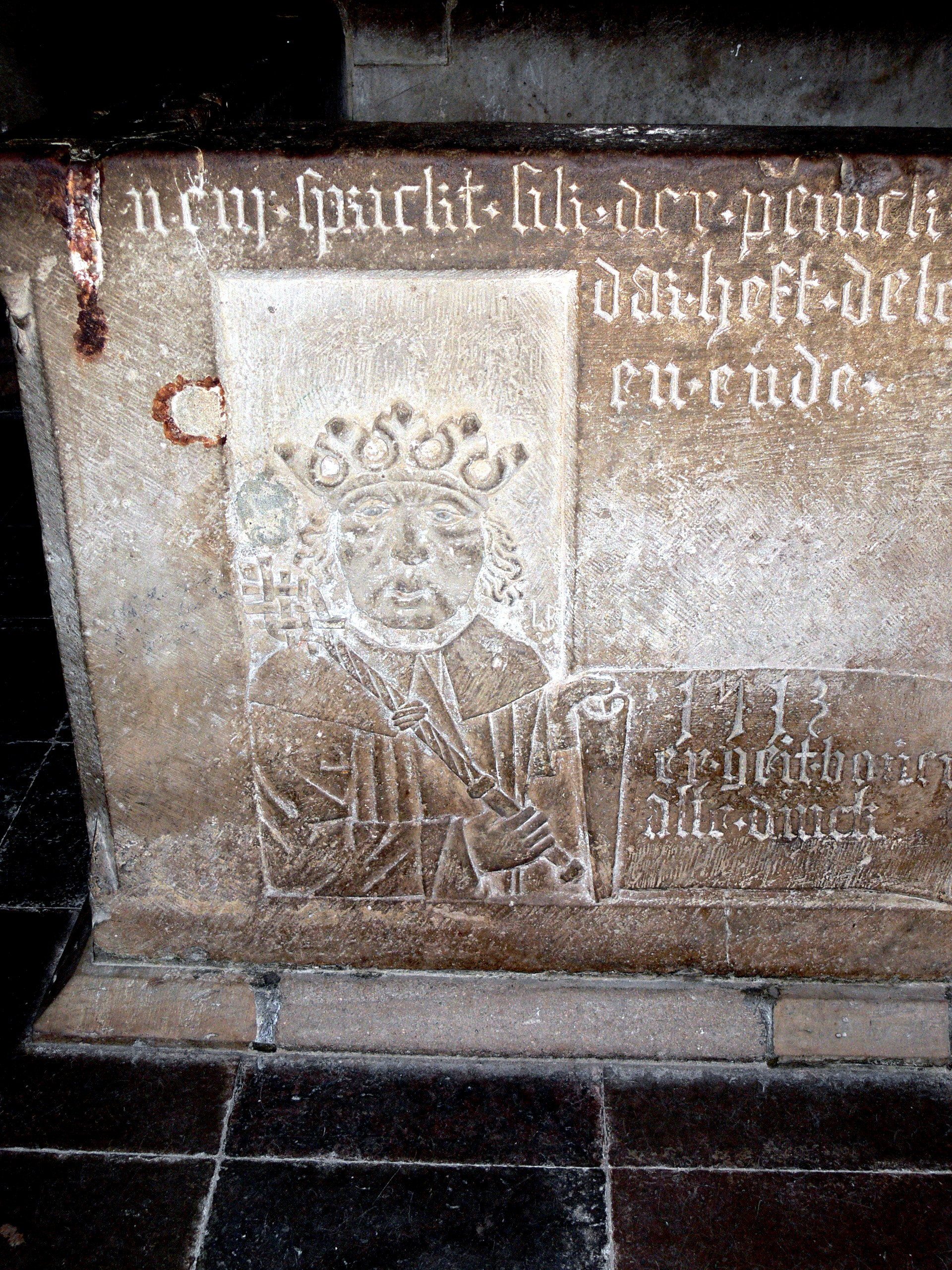
Brunnenbecken (1513/14) in der Krypta des Doms zu Lund mit satirischem Relief eines Königs und plattdeutscher Inschrift

Adam van Dürens Arbeiten, die in der Tradition der deutschen Spätgotik stehen, werden als solide, gewissenhaft und kraftvoll beschrieben. Jedoch seien sie oft etwas schwerfällig, die Proportionen der Figuren stimmten nicht. Seine Inschriften sind satirisch, manchmal bitter. Statt der bis dahin üblichen einfachen Relieffraktur verwendete er versenkte Frakturbuchstaben.
Werke (Auswahl)
- Linköping, Dom: Steinmetzarbeiten (spätestens 1498)
- Helsingør, Karmelitenkloster: Arma Christi-Darstellungen im (Laxmandsaal), vor 1500 (zugeschrieben)
- Kopenhagen, Schloss: 3,2 m hohes Steinrelief mit Porträt des thronenden König Hans in gotischem Rahmen, datiert 1503, Dänisches Nationalmuseum (zugeschrieben)
- Glimmingehus, Burg-Kapelle: Relieftafel mit Jens Holgersen mit Hund vor Christus am Kreuz, Maria und Johannes, signiert mit „Adam“, Steinmetzzeichen, datiert 1505
- Glimmingehus, Frauengemach: Sandsteinrelief, signiert, Steinmetzzeichen, 1505
- Glimmingehus, Nische der Ostwand: bemaltes Sandstein-Hochrelief mit Maria in Halbfigur mit Kind auf Mondsichel (zugeschrieben)
- Glimmingehus: Relief-Tafel mit Wappen von Jens Holgersen und seinen beiden Frauen, aus Gotland-Kalkstein (zugeschrieben)
- Lund, Dom, Krypta: Brunnenbecken, Reliefs auf drei Seiten, aus Sandstein, signiert mit „Adam Van Düren“, datiert 1513/1514
- Lund, Dom: Grabstein des 1502 verstorbenen Domherrn Magister Ture Bøl (zugeschrieben)
- Lund, Dom: Grabmal des 1519 gestorbenen Erzbischof Birger Gunnersen, aus Sandstein, 1512 vollendet (zugeschrieben)
- Lund, Dom-Mus.: Basis des größten Strebepfeilers mit Inschrift „Got help Adams børn“ sowie Text über die 1525 stattfindende Schlacht bei Lund
- Tosterup/Skåne, Kirche: Grabstein mit Porträt von Tyge Brahe zu Tosterup und dessen 1510 verstorbenen Frau Magdalene Krognos, um 1510 (zugeschrieben)
- Sankt Nikolai kyrka: Relief-Skulptur, die Löwe und Löwin mit einem Aale kämpfend zeigt, auf einem Pfeilersockel, mit Inschrift, datiert 1521 (zugeschrieben)